# 中菅谷駅
中菅谷駅（なかすがやえき）は、茨城県那珂市菅谷にある、東日本旅客鉄道（JR東日本）水郡線の駅である。

## 歴史
- 1935年（昭和10年）9月1日：国有鉄道の駅として開業[2]。旅客のみ取扱い[3]。
- 1941年（昭和16年）8月10日：休止[2]。
- 1954年（昭和29年）5月1日：営業再開[2]。
- 1987年（昭和62年）4月1日：国鉄分割民営化により、JR東日本の駅となる[2]。
- 2001年（平成13年）5月8日：簡易型自動券売機設置[4]。

## 駅構造
単式ホーム1面1線を有する水郡線統括センター（上菅谷駅）管理の無人駅で、運行状況や列車の現在地を知らせるための簡易電光掲示板が待合室に設置されている。
券売機設置当初は東京山手線内ゆきの乗車券も発売していたが、着駅での自動改札機でトラブルが多発した等の事由により、現在は購入できない。

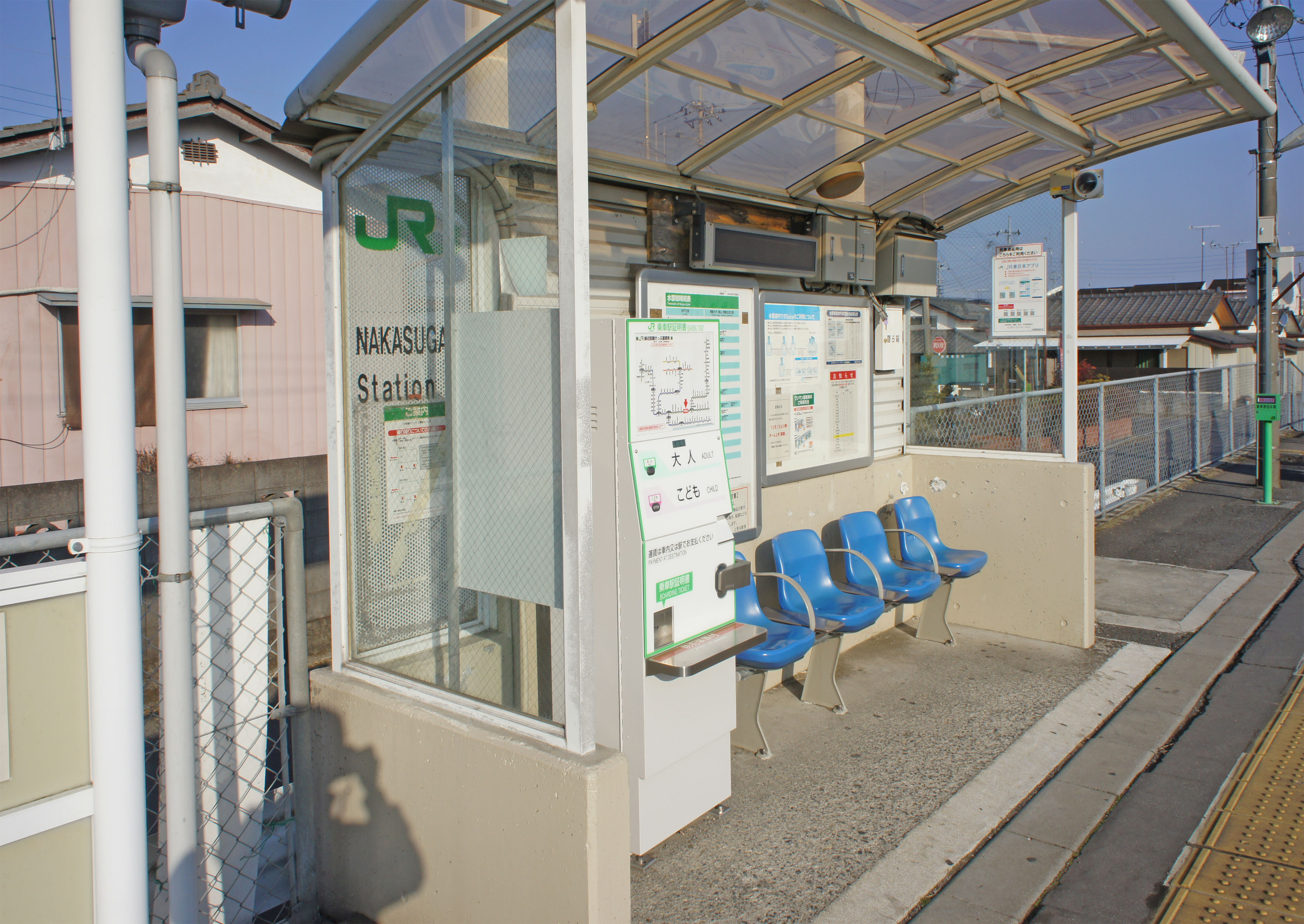
待合室（2022年2月）
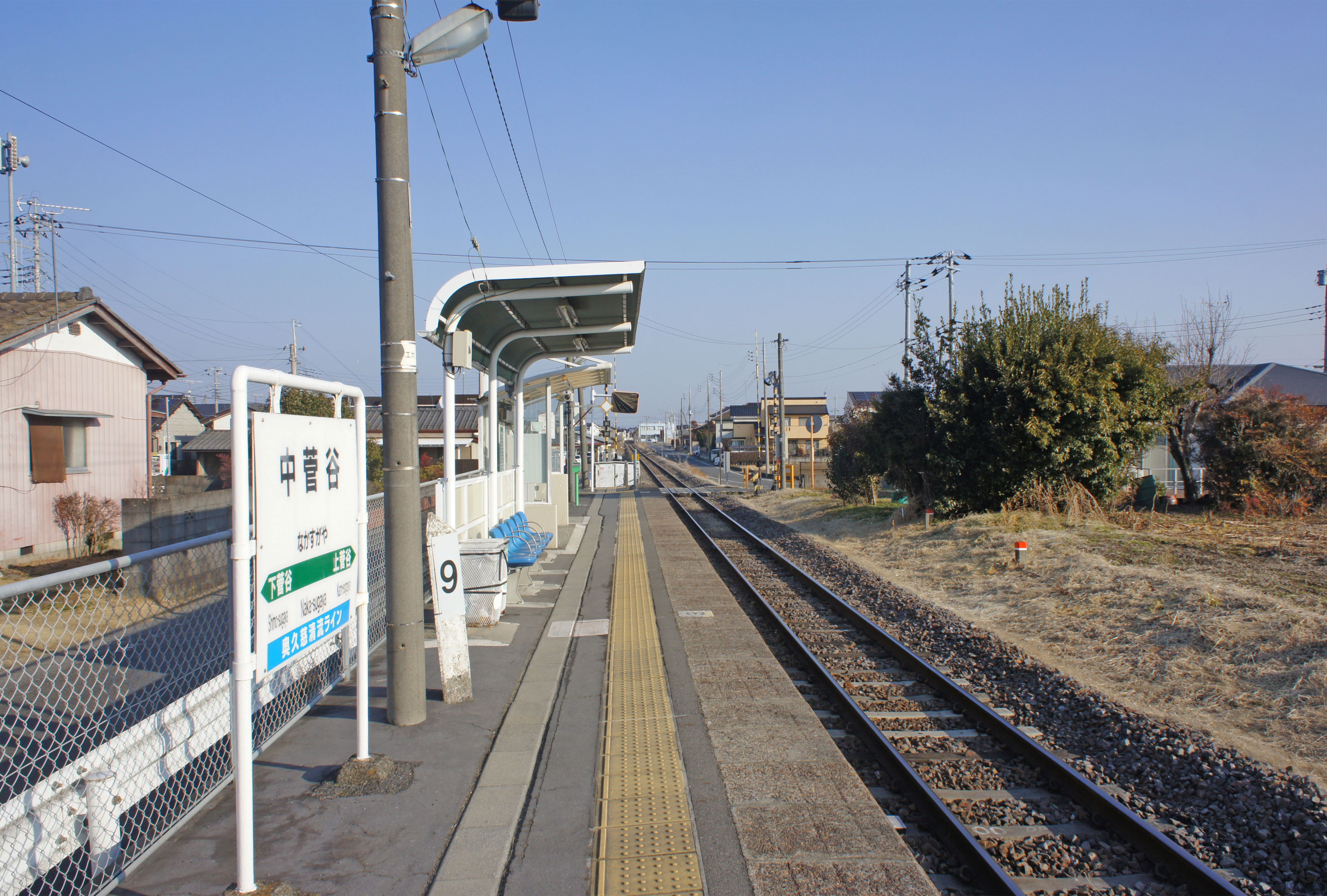
ホーム（2022年2月）

## 駅周辺
- 那珂菅谷郵便局
- 常陽銀行菅谷支店
- 那珂市立菅谷小学校
- 那珂市立第四中学校
- 総合福祉センター「ひだまり」

## 隣の駅
東日本旅客鉄道（JR東日本）
■水郡線
下菅谷駅 - 中菅谷駅 - 上菅谷駅